# Pratt & Whitney F135
Pratt & Whitney F135 — авиационный высокотемпературный турбореактивный двухконтурный двигатель с форсажной камерой, разработанный компанией Pratt & Whitney для истребителя 5-го поколения Lockheed Martin F-35 Lightning II. Двигатель является дальнейшим развитием двигателя F119, используемого на истребителях пятого поколения F-22 Raptor. Имеется вариант для самолётов F-35B с вертикальным взлётом и посадкой, оборудованный поворотным соплом и подъёмным вентилятором.

## Конструкция
Роторы вращаются в противоположные стороны для компенсации гироскопических моментов.
F-135, изготовленный на базе F-119 для F-22, имеет трехступенчатый КНД с лопатками, выполненными цельнолитым способом (F119), шестиступенчатый КВД (F119), камера сгорания (F119), температура газов перед турбиной составляет 1654 градусов Цельсия, это достигнуто благодаря системам охлаждения и сплавам из кобальта, турбина высокого давления одноступенчатая, разработана на базе F-119, с удвоенным охлаждением, частота вращения 15 000 оборотов в минуту, турбина низкого давления 2-ступенчатая, далее форсажная камера с радар-блоккерами.
Двигатель имеет бесфорсажную тягу 12 700 кгс, на форсаже 19 500 кгс, ресурс разных деталей составляет от 1500 до 4000 часов.

## Варианты
- F135-PW-100 для F-35A.
- F135-PW-400 для F-35C палубного базирования, отличается усиленной антикоррозионной защитой.
- F135-PW-600 для F-35B с возможностью короткого взлёта и вертикальной посадки. Оборудован поворотным соплом, подъемным вентилятором производства Rolls-Royce и боковыми соплами для стабилизации по крену.

## Характеристики

### F-135-PW-100/400
- Тяга:
  - Максимальная: 13000 кгс
  - На форсаже: 19500 кгс
- Длина: 5,59 м
- Максимальный диаметр: 1,17 м
- Входной диаметр: 1,09 м
- Масса: 1701 кг
- Степень двухконтурности: 0.57
- Степень повышения давления: 28

### F-135-PW-600
- Тяга:
  - Максимальная: 12250 кгс
  - На форсаже: 18600 кгс
  - В режиме зависания: 18400 кгс
- Длина: 9,37 м
- Максимальный диаметр: 1,17 м
- Входной диаметр: 1,09 м
- Диаметр подъёмного вентилятора: 1.34 м
- Степень двухконтурности: 0.56
- Степень повышения давления: 28